# Margherita Mazzucco
Margherita Mazzucco (Napoli, 26 settembre 2002) è un'attrice italiana, nota per aver interpretato il ruolo di Elena "Lenù" Greco nella serie L'amica geniale, tratta dai romanzi di Elena Ferrante.

## Biografia
Nata e cresciuta a Napoli, nel 2021 si è diplomata al liceo classico Antonio Genovesi nel centro della città.
Senza aver mai avuto esperienze nel mondo del teatro o della recitazione, nel 2018, all'età di sedici anni, ha sostenuto la sua prima audizione, quasi per "gioco", per il ruolo della protagonista Elena Greco nella serie TV italo-statunitense di successo mondiale L'amica geniale. Ha ottenuto la parte durante gli ultimi giorni di casting e conseguentemente ha interpretato il personaggio dal terzo episodio della prima stagione, sostituendo la più giovane Elisa Del Genio che l'aveva interpretata da bambina nei primi due episodi. Ha poi continuato a interpretare il personaggio fino alla terza stagione, dal momento che, per esigenze di sceneggiatura, a partire dalla quarta il personaggio da lei interpretato è stato affidato all'attrice Alba Rohrwacher.
La sua interpretazione di Lenù, una delle protagoniste della storia, le ha fatto guadagnare grande notorietà sia in Italia che all'estero, grazie anche alla diffusione internazionale della serie, trasmessa da HBO.
Conclusa l'esperienza de L'amica geniale, oltre che del documentario correlato sui dietro le quinte e il backstage dell'omonima serie (2018), nel 2022 è figurati nel cast, assieme ad Andrea Carpenzano, del film in costume di Susanna Nicchiarelli Chiara, in cui ha vestito i panni della giovane santa d'Assisi. Il film è stato presentato in concorso al Festival di Venezia 2022, in cui ha vinto il premio NuovoIMAIE come miglior giovane attrice. Nello stesso anno la rivista Forbes Italia l'ha inserita tra gli under 30 italiani che avranno maggiore impatto nel futuro per la categoria intrattenimento.

## Filmografia

### Cinema
- Chiara, regia di Susanna Nicchiarelli (2022)

### Televisione
- L'amica geniale - serie TV, 22 episodi, regia di Saverio Costanzo, Alice Rohrwacher e Daniele Luchetti (2018-2022)

### Documentari
- La mia amica geniale, regia di Clarissa Cappellani (2018)

## Riconoscimenti
- Forbes Italia
  - 2022 – Inserimento tra gli under 30 italiani di maggiore impatto nel futuro nella categoria "Intrattenimento"[13]
- Mostra internazionale d'arte cinematografica
  - 2022 – Premio NuovoIMAIE come miglior giovane attrice per Chiara[11]